# 노창희
노창희(盧昌熹, 1938년 2월 25일 ~ )는 주 UN 대사와 외무부 차관을 역임한 대한민국의 전직 외무공직자이다. 본관은 광산.

## 학력
- 경기고등학교 졸업
- 서울대학교 경제학 학사
- 서울대학교 대학원 경제학 석사 수료

## 경력
- 외무부 통상국 사무관
- 외무부 법무관
- 주 캐나다 대사관 1등서기관
- 외무부 미주국 심의관
- 외무부 조약과장
- 외무부 본부대사
- 대통령비서실 의전수석비서관
- 주 UN 대사
- 외무부 차관
- 주 영국 대사관 대사
- 외교통상부 본부대사
- 전국경제인연합회 상임고문

## 참고 자료
- 노창희 네이버 인물검색
- 노창희 네이트 인물검색

| 전임 유종하 | 제29대 외무부 차관 1992년 2월 27일 ~ 1993년 3월 3일 | 후임 홍순영 |

| 전임 이홍구 | 제13대 주 영국 대사 1993년 4월 ~ 1996년 3월 | 후임 최동건 |